# Joseph Pearman
Joseph Bernard „Joe” Pearman (ur. 8 maja 1892 w Nowym Jorku, zm. 30 maja 1961) – amerykański lekkoatleta (chodziarz), wicemistrz olimpijski z 1920.
Zdobył srebrny medal w chodzie na 10 kilometrów na igrzyskach olimpijskich w 1920 w Antwerpii, za Ugo Frigerio z Włoch, a przed Charlesem Gunnem z Wielkiej Brytanii. Startował również w chodzie na 3000 metrów, ale nie zakwalifikował się do finału.
Był halowym mistrzem Stanów Zjednoczonych w chodzie na 1 milę w 1920.